# Adolf Friedrich Furchau (Pädagoge)
Adolf Friedrich Furchau (* 4. Januar 1752 in Bremen; † 19. Dezember 1819 in Stralsund) war ein deutscher Pädagoge.

## Leben
Furchau besuchte das Gymnasium in Bremen und begann 1772 ein Studium an der Universität Göttingen, wo er sich der Theologie, Philologie und Geschichte widmete. Christian Gottlob Heyne war von seinem Wissen und Können derart angetan, dass er Furchau zum Hauslehrer seiner Töchter berief. Heyne vermittelte Furchau 1779 auch die Anstellung als Konrektor am Gymnasium Stralsund, das im dortigen ehemaligen Dominikanerkloster St. Katharinen untergebracht war.
Als Konrektor wurde ihm von der Stadt ein Haus in der Mönchstraße Nr. 45 (damals Haakstraße) zur Nutzung gestellt. Hier unterhielt Furchau auch eine große Privatbibliothek. Einer seiner Schüler, Ernst Moritz Arndt, lebte während seiner Schulzeit in Stralsund in Furchaus Haus. Dieses dient heute dem Deutschen Meeresmuseum Stralsund als Museumshaus und Gedenkstätte für Hermann Burmeister. In diesem Haus kam 1787 auch Furchaus Sohn, Adolf Friedrich Furchau jun., zur Welt, der später ein Freund Arndts wurde.
Nachdem sein Vorgänger Christian Heinrich Groskurd das Amt des Rektors abgegeben hatte, übernahm Furchau 1804 auch dieses. Durch die Einwirkungen der Koalitionskriege musste er beide Ämter bis 1815 verwalten und war dann Rektor bis 1819.
Furchau betreute zudem im Auftrag der Stadt die Ratsbibliothek im Rathaus Stralsund.
Am 19. Dezember 1819 starb Furchau in Stralsund.

## Werke
- Geschichte des Stralsundischen Gymnasiums. 1819